# Región Metropolitana de Santiago
De Región Metropolitana de Santiago is een van de zestien regio's van Chili. Omdat het hier gaat om het gebied rond de metropool en de hoofdstad van Chili (Santiago) wordt de regio de Metropolistische regio genoemd (aangeduid met de letters RM). De hoofdstad van de regio is ook Santiago. De regio telt 7.112.808 inwoners (2017) en grenst aan Valparaíso (V) (noorden en westen), Argentinië (oosten) en Libertador General Bernardo O'Higgins (VI) (zuiden).

## Provincies
De regio Metropolitana bestaat uit zes provincies:
- Chacabuco
- Cordillera
- Maipo
- Melipilla
- Santiago
- Talagante

## Gemeenten

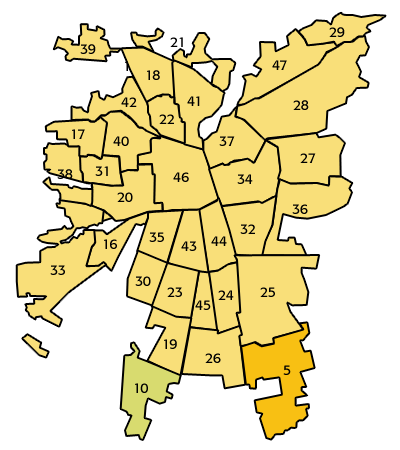
Gemeenten in Región Metropolitana de Santiago

De regio Metropolitana bestaat uit 52 gemeenten:
| - Alhué - Buin - Calera de Tango - Cerrillos - Cerro Navia - Colina - Conchalí - Curacaví - El Bosque - El Monte - Estación Central - Huechuraba - Independencia - Isla de Maipo - La Cisterna - La Florida - La Granja - La Pintana - La Reina - Lampa - Las Condes - Lo Barnechea - Lo Espejo - Lo Prado - Macul - Maipú | - María Pinto - Melipilla - Ñuñoa - Padre Hurtado - Paine - Pedro Aguirre Cerda - Peñaflor - Peñalolén - Pirque - Providencia - Pudahuel - Puente Alto - Quilicura - Quinta Normal - Recoleta - Renca - San Bernardo - San Joaquín - San José de Maipo - San Miguel - San Pedro - San Ramón - Santiago - Talagante - Tiltil - Vitacura |